# فریدریش بوپ
 فریدریش بوپ (انگلیسی: Friedrich Bopp؛ زاده ۲۷ دسامبر ۱۹۰۹ درگذشته ۱۴ نوامبر ۱۹۸۷) یک فیزیک‌دان اهل آلمان بود.